# Miód pitny

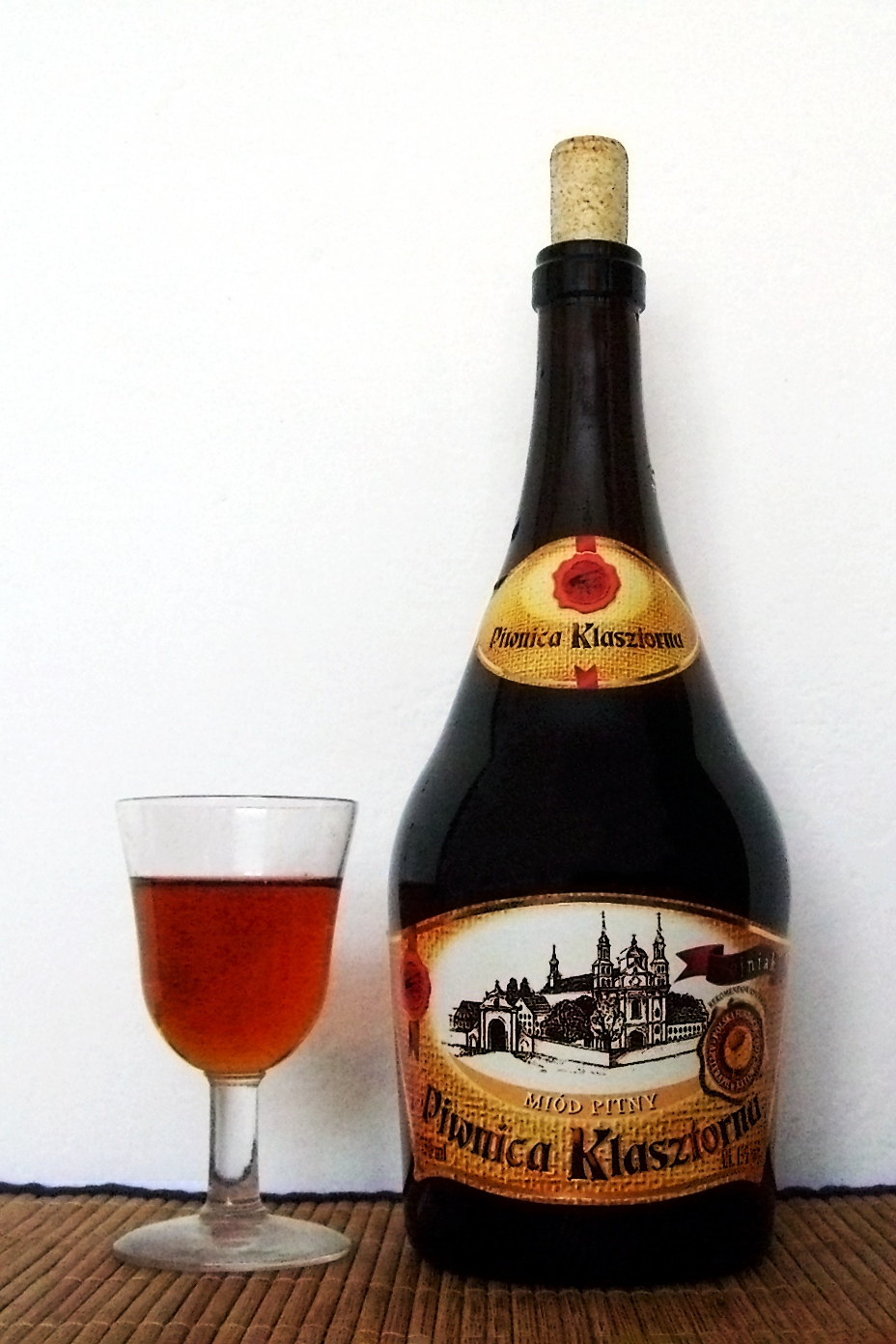
Miód pitny (trójniak)

Miód pitny – tradycyjny napój alkoholowy powstały w wyniku fermentacji brzeczki miodu pszczelego, najczęściej lipowego. Wyrabiany i spożywany od starożytności. Od 2008 r. polskie miody pitne są zarejestrowane przez Komisję Europejską jako Gwarantowana Tradycyjna Specjalność. Produkcja miodu pitnego nazywana jest miodosytnictwem, a budynek, w którym odbywa się produkcja – miodosytnią. Zaliczane są do grupy przetworów owocowych (zob. niżej miody owocowe).

## W historii

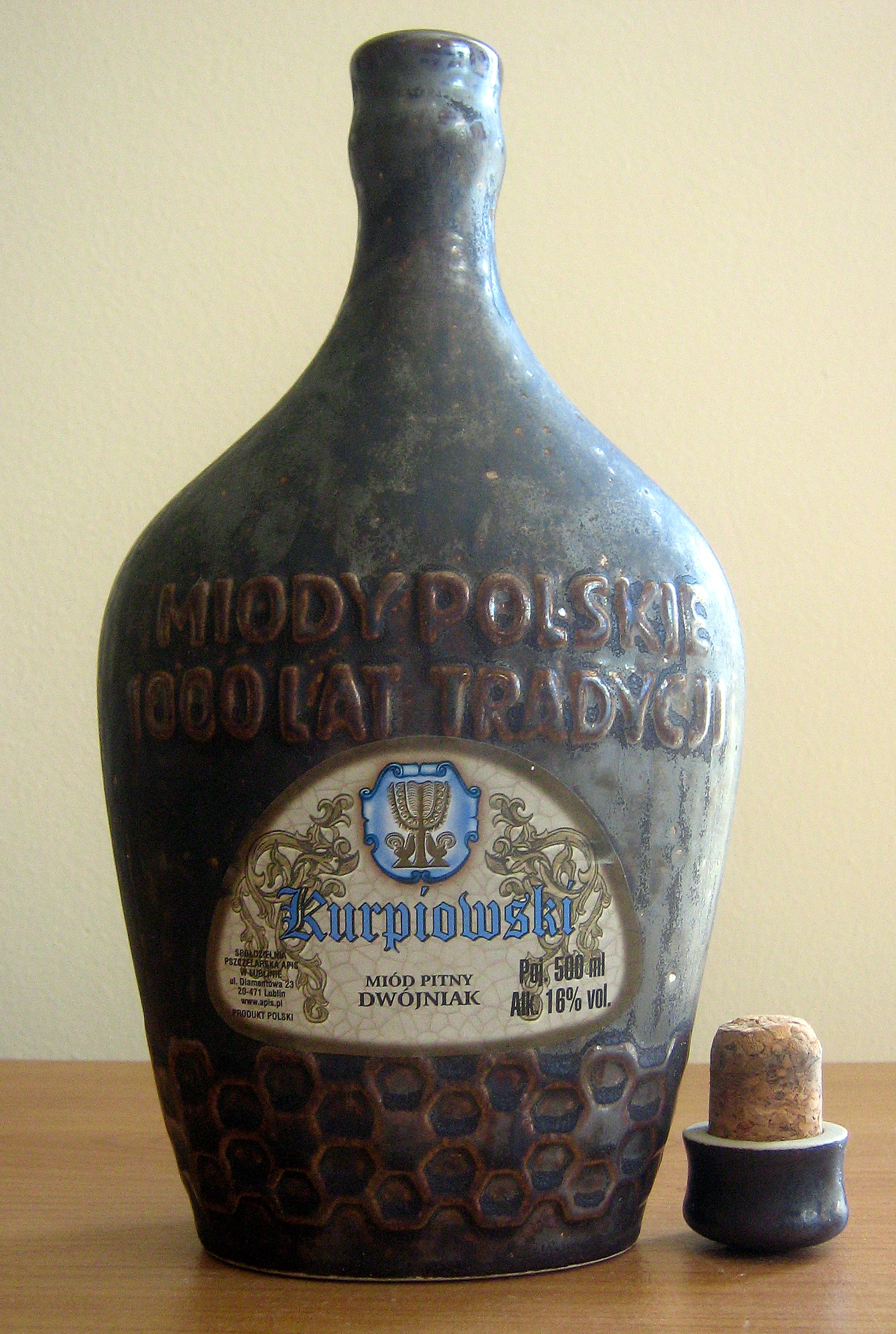
Miód pitny dwójniak marki Kurpiowski w butli kamionkowej

Miód pitny sycono już w czasach starożytnych. Przez Rzymian, którzy jednak nie zaliczali go do bardziej przez nich cenionych win, zwany był „wodą miodową” (aqua mulsa); najlepszy miał pochodzić z małoazjatyckiej Frygii. 
Jako napój popularny na ziemiach polskich wspominany jest w źródłach średniowiecznych. W państwie Piastów brakowało wina, które zastępowano łatwiej dostępnymi trunkami: piwem i miodem pitnym. Wenecki dyplomata Ambrogio Contarini zanotował o zwyczajach Polaków: „Nie mając wina robią pewien napój z miodu, który upija ludzi znacznie bardziej niż wino”. Sycony miód cieszył się dużą renomą, pijano go rzadko, najczęściej przy okazji ważnych uroczystości takich jak wesele. Był to trunek luksusowy i kosztowny. Wyżej od innych ceniono miód przechowywany w dębowych beczkach, zwany dębniakiem, wspomniany m.in. przez Mickiewicza w Panu Tadeuszu (ks. VIII, w. 793). Jednak już w XVI wieku każdy zamożniejszy ziemianin sycił własne miody. Jak pisał w Oekonomice Jakub Haur: „Ten trunek między innemi jest niepośledni gdy będzie dobrze uwarzony, wystały i klarowny (...) nie tak głowie i żołądkowi szkodzi, owszem posilny, człowieka syci i zdrowie utwierdza miernie zażywany”.
Poetycką pochwałę miodu pitnego (w staropolszczyźnie zwanego też „mecha”) zamieścił w swej Roxolanii Sebastian Klonowic:
„Włoski mieszkańcze! Cóż twoje nektary?
Co twoje wina przed nektarem Rusi?
Wino jest z ziemi błotnistej i szarej,
Miód prosto z niebios spuszczony być musi...”
Niezwykłym powodzeniem cieszył się miód na ziemiach Wielkiego Księstwa Litewskiego, gdzie jego sycenie było też intratnym przedsięwzięciem, choć na wytwórców nakładano wysokie wymagania. W XVII wieku poddani płacili nim nawet podatki w postaci tzw. dani miodowej, lecz wcale nie był trunkiem pospolitym, gdyż szynkowano go w niewielu wydzielonych karczmach. W prawosławnej tradycji przez całe to stulecie utrzymywał się jeszcze zwyczaj zbiorowego picia miodów, czyli „uczty miodowe”, których organizacja pozostawała w gestii specjalnych bractw (bratczyn), działających na podstawie odpowiednich przepisów (brackich kanonów). Tradycje te wraz ze schyłkiem litewskiego miodosytnictwa wygasały stopniowo dopiero w XVIII wieku. 
Do XVII wieku najwięcej miodu sycono na Podolu, ale nie brakło go także gdzie indziej. Sławne były miody kasztelańskie z miodosytni Czarnieckiego, o czym w Potopie wspomina Sienkiewicz (t. III, rozdz. VI). O specyfice polskich miodów pisał obrazowo Kraszewski: „Natrafili na stare miody, tak zdradzieckie, że szły do ust jak ulepek dziecinny, pił każdy chętnie, bo mu smakowało i do głowy zaraz nie szło – a gdy przyszło wstawać, nogi były jak popodcinane. Historie się więc tu działy, bo po tych miodach ludzie spali dwadzieścia godzin, niektórzy jak bobaki, a gdy się przebudzili, dziwna rzecz, głowy mieli lekkie, żołądki gotowe do jadła i czuli się jakby cudownym lekiem orzeźwionymi. Jednak w powtórnym starciu z tymi butelkami ostrożniejsi już byli i z respektem małymi kieliszkami cmoktali”.
Z czasem miód tracił na znaczeniu, na pańskich stołach wypierany przez wino, a wśród ludu – przez tańszą i prostszą w produkcji wódkę. Popularność zachował dłużej na Podhalu i Litwie, jednak w skali całego kraju pod koniec XVIII w. był już prawdziwą rzadkością. W większej ilości spożywano go jedynie wśród warstw niższych. Do miodu pitnego dodawano różne soki poprawiające smak, jak również zioła i korzenie. Szczególnie ceniono lipiec, czyli miód wyrabiany z czystego miodu lipowego.
Od 2008 roku polskie miody pitne są zarejestrowane przez Komisję Europejską jako „Gwarantowana Tradycyjna Specjalność”.
Co roku dostępne na rynku miody pitne oceniane są w Ogólnopolskim Konkursie Win, Miodów Pitnych i Napojów Winiarskich organizowanym przez Krajową Radę Winiarstwa i Miodosytnictwa.

## Rodzaje i wytwarzanie

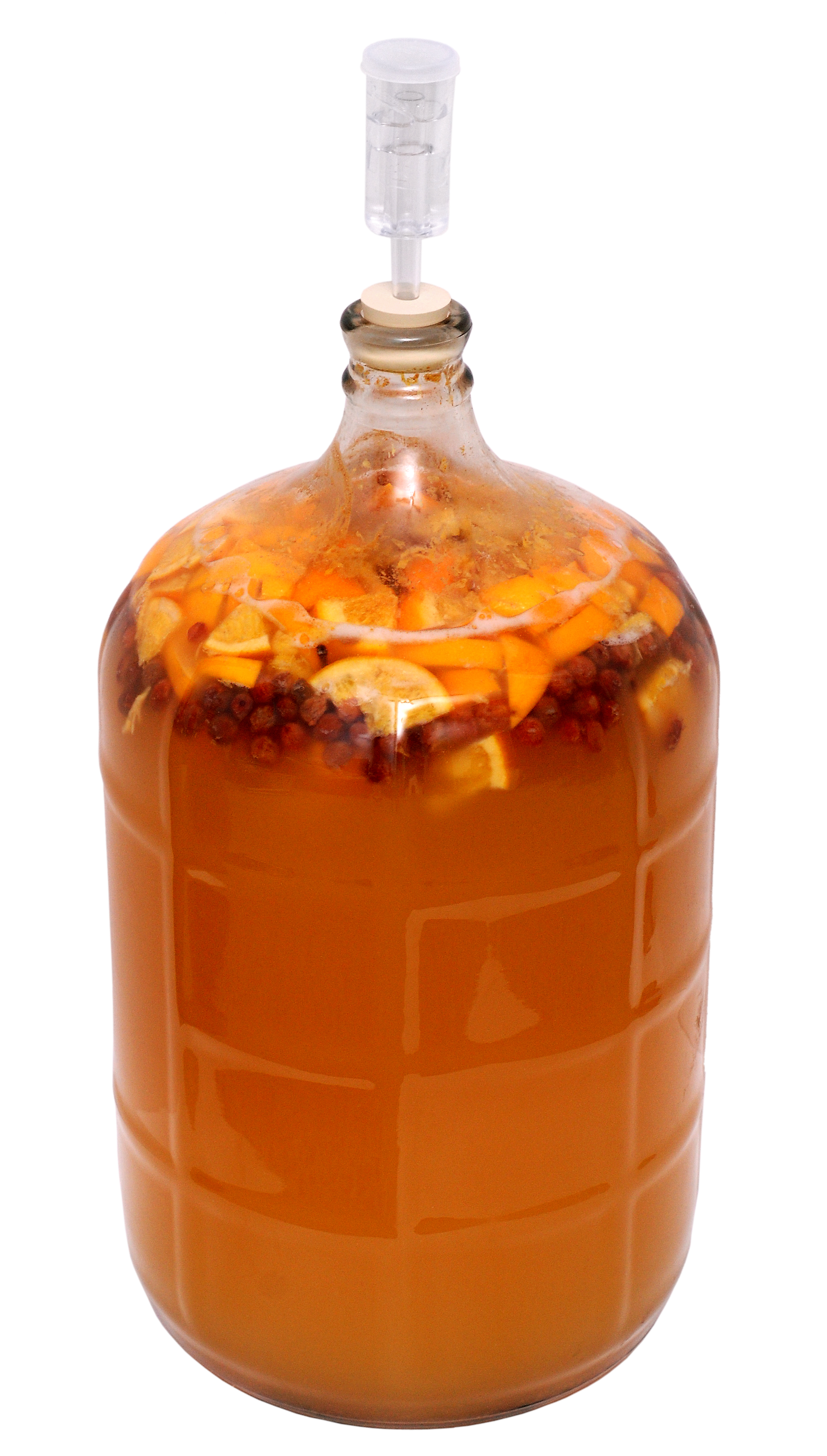
Miód pitny fermentowany w butli z dodatkiem owoców sycony domowym sposobem

Tradycyjny podział miodów pitnych wyróżnia półtoraki, dwójniaki, trójniaki i czwórniaki. Taka typologia ma w Polsce wielowiekową tradycję, która po raz pierwszy usankcjonowana została w roku 1948 ustawą o produkcji win, moszczów winnych i miodów pitnych oraz o obrocie tymi produktami (Dz.U. z 1948 r. nr 58, poz. 462) i potwierdzona w obowiązującym rozporządzeniu Ministra Rolnictwa i Rozwoju Wsi z dnia 27 września 2022 r. w sprawie szczegółowego sposobu wyrobu fermentowanych napojów winiarskich, rodzajów tych napojów, ich dodatkowego znakowania oraz szczegółowych wymagań, które powinny spełniać te napoje (Dz.U. z 2022 r. poz. 2113). Podział oparty jest na kryterium proporcji składników używanych przy produkcji, ekstrakcie i mocy.
Zgodnie z tradycją oraz powyższymi ustawami miody dzielą się w zależności od stopnia rozcieńczenia na następujące grupy:
- Półtoraki – miody, dla których brzeczka powstaje z jednej jednostki objętości miodu rozcieńczonej połową jednostki objętości wody (58–61 °Blg)
- Dwójniaki – miody, dla których brzeczka powstaje z jednej jednostki objętości miodu rozcieńczonej jedną jednostką objętości wody (48–50 °Blg)
- Trójniaki – miody, dla których brzeczka powstaje z jednej jednostki objętości miodu rozcieńczonej dwiema jednostkami objętości wody (34–36 °Blg)
- Czwórniaki – miody, dla których brzeczka powstaje z jednej jednostki objętości miodu rozcieńczonej trzema jednostkami objętości wody (25–28 °Blg)

Ponadto brzeczkę można jeszcze bardziej rozcieńczać wodą, tworząc np. piątaki – miody, dla których brzeczka powstaje z jednej jednostki objętości miodu rozcieńczonej czterema jednostkami objętości wody (21–23 °Blg). Ma to jednak wpływ na jakość ostateczną trunku.
Najmocniejsze (mające największą zawartość alkoholu) są półtoraki. Półtoraki i dwójniaki określane są niekiedy mianem „miodów królewskich”. Piątaki i czwórniaki, czyli miody wytrawne, dojrzewają najszybciej i nadają się do spożycia po upływie 6–8 miesięcy. Większa zawartość miodu pociąga za sobą konieczność dłuższego leżakowania. Trójniak leżakuje od 1,5 roku do 4 lat, natomiast półtorak – od ośmiu do dziesięciu lat.
Od strony technologii wytwarzania miody pitne można podzielić na sycone i niesycone. Miody sycone powstają w wyniku fermentacji brzeczki, która była wcześniej sycona (powoli gotowana przez pewien czas). Zebrana piana po zestaleniu daje słodki miód-kopiec. Brzeczka miodów niesyconych nie jest gotowana.
Różne bukiety miodów uzyskuje się przez doprawianie brzeczki sokami owocowymi (miody owocowe) lub przyprawami korzennymi (miody korzenne i „miody korzenno-ziołowe”). Najczęściej do wyrobu miodów korzenno-ziołowych stosuje się: chmiel, cynamon, goździki, imbir, pieprz, jałowiec, wanilię, płatki róży, liście mięty, migdały, cytrynę i skórkę pomarańczową. Ze względu na wykorzystane dodatki wyróżnia się również winiaki, dereniaki, poziomczaki i miody makowe.
Odrębnym rodzajem napojów alkoholowych, w których jednym z surowców jest miód, są wina miodowe.